# Stryns kommun
Stryns kommun (norska: Stryn kommune) är en kommun i Vestland fylke i västra Norge. Kommunens centralort är tätorten Stryn.
Stortingsledamoten Borghild Tenden föddes i Stryn.

## Administrativ historik
Stryns kommun upprättades 1843 genom utbrytning ur Innviks kommun. Kommunen hade 2 401 invånare vid upprättandet.
Den 1 oktober 1922 överfördes ett bebott område (Raksgrenda med 120 invånare) från Innviks kommun till Stryns kommun.
Den 1 januari 1965 gick Innviks kommun samt delar av kommunerna Gloppen (Hoplandsgrenda) och Hornindal (området öster om Navelsaker och Holmøyvik) upp i Stryns kommun. Kommunen ökade då från 2 982 invånare före sammanslagningen till 7 211 invånare efter.
Den 1 januari 1977 bröts den del av den tidigare kommunen Hornindal som sedan 1965 ingått i kommunen åter ut för att på nytt bilda en egen kommun. Kommunen minskade då från 7 549 invånare före delningen till 6 347 invånare efter. Kommunkoden ändrades samtidigt från 1448 till 1449.

## Kommunvapen
Blasonering: På grønn grunn ein venstre skråstilt gull lindekvist med fire blad.
(I grönt fält en ginbalksvis ställd lindkvist av guld med utväxande fyra lindblad av guld.)
Kommunvapnet godkändes genom kunglig resolution den 11 december 1987. Lindkvisten har valts som en symbol för de vidsträckta ädellövskogar med stora förekomster av lind som finns i kommunen. Kvisten i motivet representerar också den innersta delen av fjorden och löven står för de omkringliggande bygderna.

## Orter

### Tätorter
I Stryns kommun finns fyra tätorter:
- Bergsida
- Innvik
- Olden
- Stryn (centralort)

#### Andra orter
- Briksdal

## Socknar
Inom Norska kyrkan är Stryns kommun indelad i åtta socknar:
- Innviks socken
- Loens socken
- Nedstryns socken
- Nordsida socken
- Oldens socken
- Oppstryns socken
- Randabygds socken
- Utviks socken

Socknarna ingår i Nordfjords prosteri i Bjørgvins stift.

## Bilder

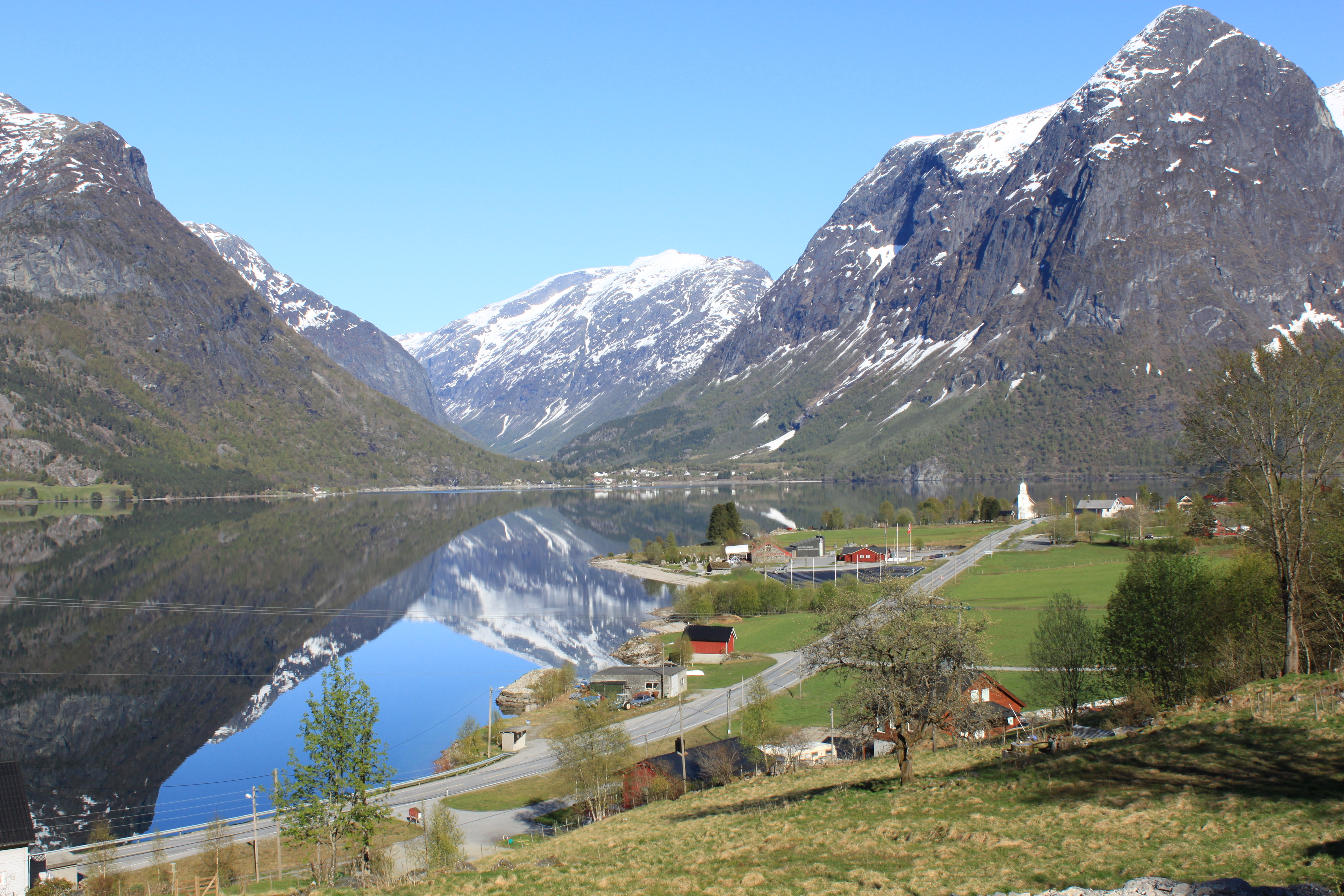
Oppstryn.
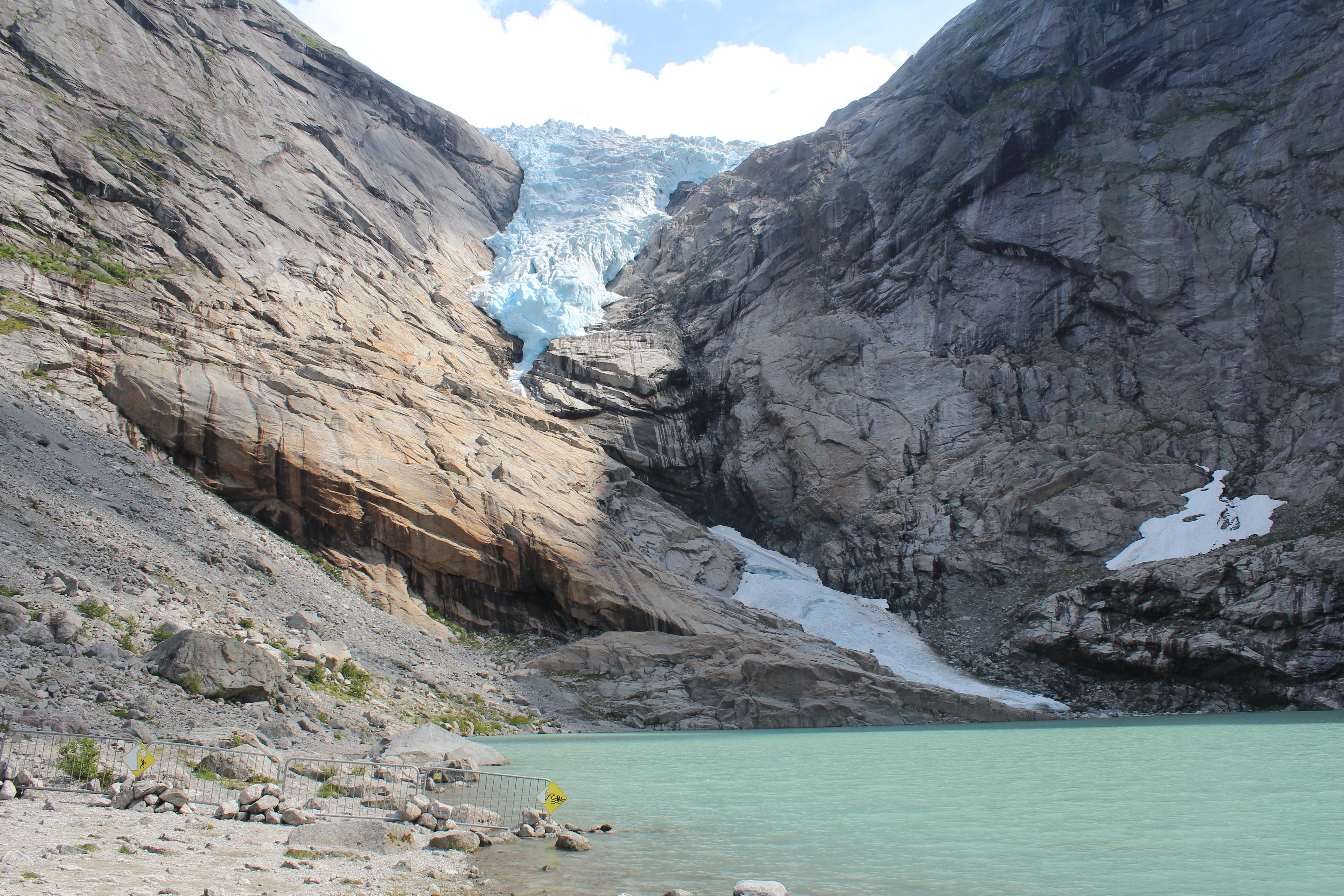
Briksdalsbreen.
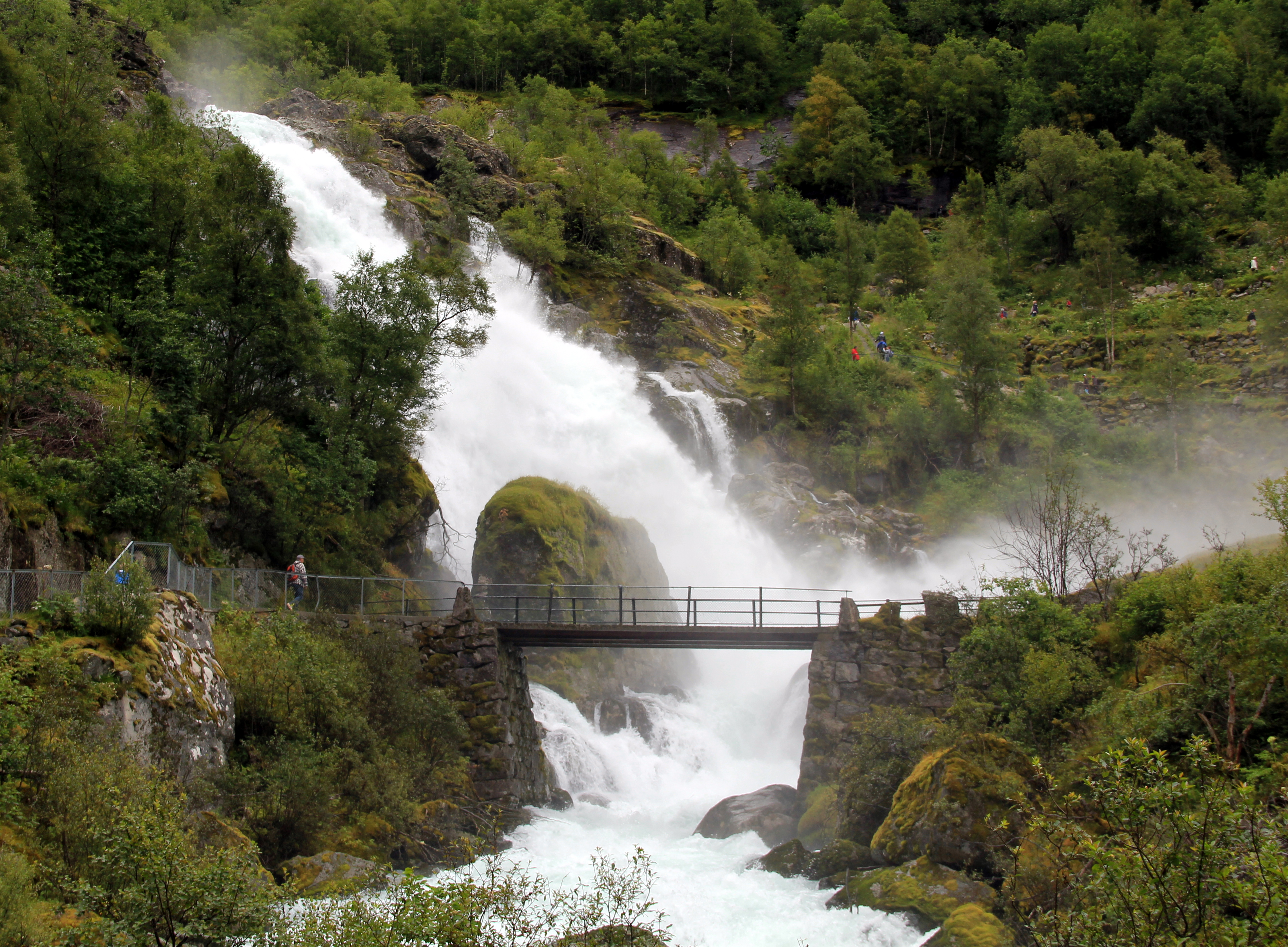
Kleivafossen i Briksdalen.
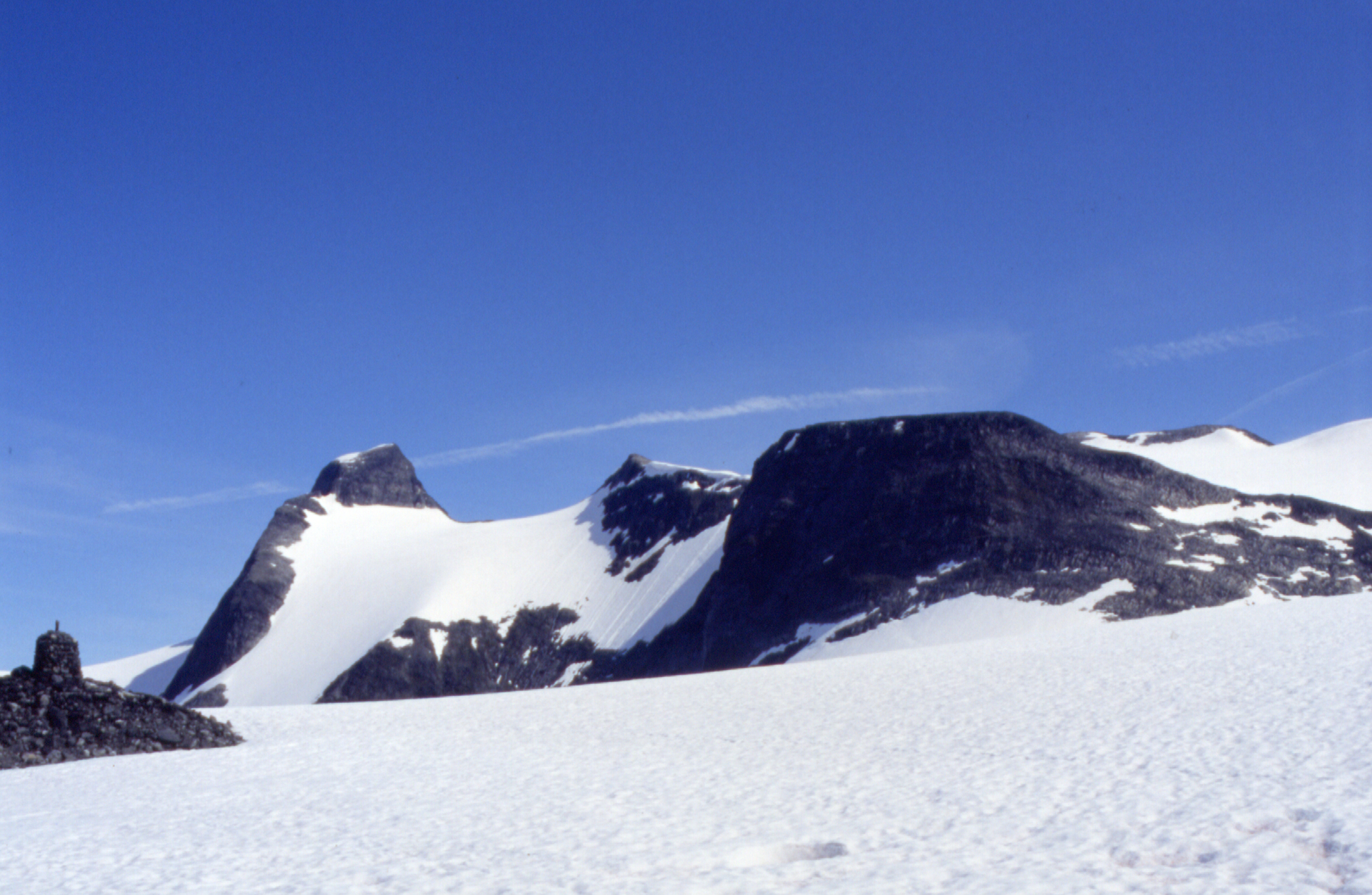
Lodalskåpa.